# Daihatsu-Landungsboot
Das Daihatsu-Landungsboot (japanisch 大発動艇 Daihatsudōtei, deutsch ‚Großmotorboot‘) war ein Landungsbootstyp des Kaiserlich Japanischen Heeres, welches ab 1924 entwickelt und von 1930 und bis 1945 vom Kaiserlich-Japanischen Heer und der Kaiserlich-Japanischen Marine eingesetzt wurde.

## Entwicklungsgeschichte

### Heer
Im Rahmen des Ersten Weltkriegs und im Hinblick auf die zu erwartenden Kampfgebiete im Pazifik wurde seitens des japanischen Heeres frühzeitig erkannt, dass Landungsboote ein entscheidender Einheitentyp für künftige Konflikte sein würden. Daher wurden die Ergebnisse alliierter Landungen im Krieg intensiv ausgewertet.

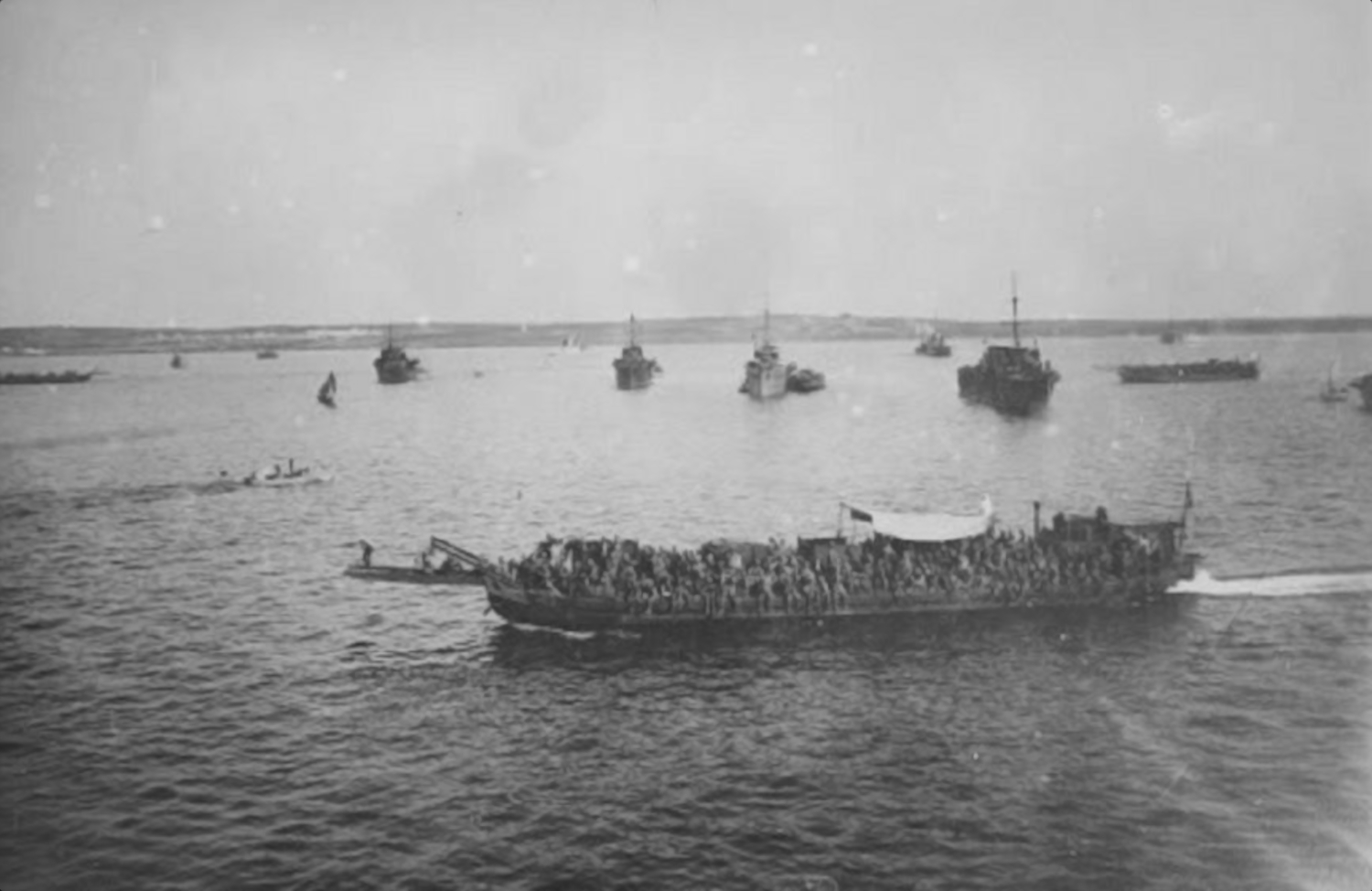
X-Typ-Leichter 1916

Insbesondere in den britischen X-Typ-Leichtern, wie sie unter anderem 1916 bei Gallipoli verwendet worden waren, sah man ein gutes Grundkonzept. Diese hatten einen flachen Rumpf um nahe an einen geeigneten Strand heranfahren zu können. Truppen samt Pferden wurden an und unter Deck transportiert und konnten über eine zweiteilige Rampe am Bug, deren Vorderteil heruntergeklappt werden konnte, an Land gehen. 1924 wurde beschlossen, zwei unterschiedlich große Landungsbootmodelle zu entwickeln. Geplant wurden eine kleine Version und eine große Version. Letztere sollte bis zu 60 voll ausgerüstete Soldaten transportieren können. Weitere Vorgaben waren ein maximales Leergewicht von 6 t für eine Verladbarkeit mit vorhandenen Schiffskränen und eine Geschwindigkeit mit voller Beladung von 8 Knoten. Federführend war die Heeres-Transportabteilung.
Die Boote waren ursprünglich als normale geformte Transportboote mit vorn geschlossenem Rumpf und hohem Freibord geplant und gebaut (US-Bezeichnung: Typ A). Die ersten Tests mit den Prototypen zeigten aber, dass das Abladen von Truppen so aufgrund der Anzahl der Soldaten an Bord relativ lange dauerte. Zudem war das Anlanden von Pferden schwierig und das von Fahrzeugen oder Geschützen nicht ohne weiteres möglich. Daher wurde der Rumpf ab 1925 umkonstruiert.
Vorgesehen war nun der Einbau einer sich über fast die gesamte Bootsbreite erstreckende, schnell zu öffnenden Rampe am Bug (US-Bezeichnung: Typ B). Dazu musste der vordere Teil des Boots vollkommen neu konstruiert werden. Um den Wasserwiderstand nicht zu sehr zu erhöhen, wurde die Rampe erst etwa auf halber Höhe des Bootes angesetzt. So konnte bis knapp oberhalb der Wasserlinie ein einigermaßen bootsförmiger Bug beibehalten werden. Um trotzdem einen möglichst niedrigen Schwerpunkt beizubehalten, war der Boden im Transportraum in der Mitte zunächst flach über dem Kiel angelegt. Dann folgte nach vorn hin eine moderate Steigung. Vor der Rampe selbst war noch eine schmale, waagerechte Fläche.
Die Rampe selbst bestand aus zwei in der Mitte durch Scharniere verbundenen Teilen und war schräg nach vorn ragend eingebaut. Dadurch fiel sie nach dem Entriegeln mit der Schwerkraft nach unten. Dabei klappte der nun untere Teil nach vorn weg und verlängerte die Rampe, um einen moderaten Steigungswinkel zu bekommen. So konnten die Truppen an Bord schnell an Land gehen und Fahrzeuge an Land fahren. Danach wurde die Rampe wieder angehoben und das Boot legte für die nächste Fahrt ab. Am Heck des Bootes waren in einem kleinen, von oben zugänglichen Maschinenraum Tanks, Bilgenpumpe, die Steuerelemente und der Motor untergebracht. Darüber war an Deck ein zunächst ungeschützter Kommandostand für den Bootsführer aufgebaut. Die Ladekapazität lag bei 60 Mann oder 10 t Fracht. Das Leergewicht lag mit 7 t zwar über den Vorgaben, was aber durch die Rampenanlage bedingt war und daher akzeptiert wurde. Als Motor war ein Sechszylinder-Dieselmotor mit 60 PS vorgesehen. Einige frühe Boote erhielten stattdessen aufgrund mangelnder Verfügbarkeit einen 60-PS-Benzinmotor. Damit waren die geforderten 8 Knoten Geschwindigkeit voll beladen aber nur bei ruhiger See möglich. In mittlerer See wurden 7,5 Knoten erreicht. Die Reichweite lag bei 80 Seemeilen je Tankfüllung. Eine Bewaffnung war nicht vorgesehen, war aber bei dem vorgesehenen Einsatzspektrum aber auch nicht unbedingt nötig. Im Notfall sollte sich die Infanterie an Bord mit ihren Waffen gegenseitig Feuerschutz geben. Zudem gab es dafür die speziell entwickelte Kanonenboote der AB-Klasse, die bei Landungen ebenfalls eingesetzt wurden. In dieser Form begann die Serienfertigung der Daihatsu-Landungsboote 1930.

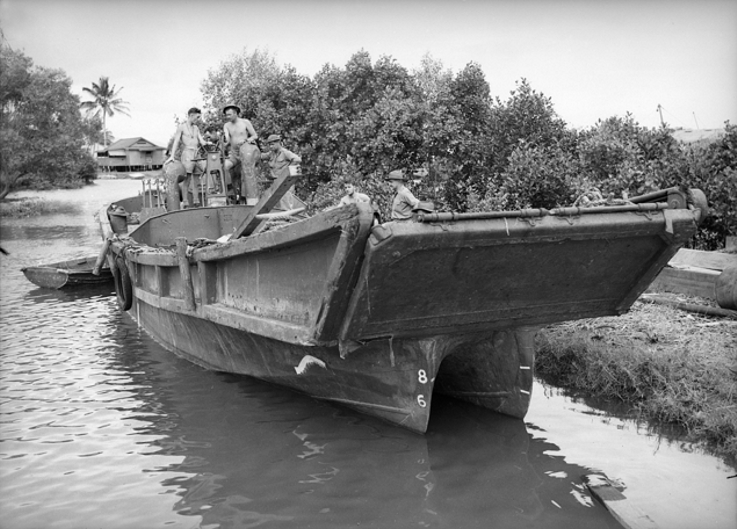
Ein nach dem gescheiterten Angriff auf Milne Bay (östliches Papua-Neuguinea) von australischen Truppen erbeutetes Daihatsu-Landungsboot Typ D der Marine

Bald machten sich aber Probleme mit der Stabilität der Landungsboote mit nur einem Kiel bei Seegang insbesondere nahe des Strands bemerkbar. Daher wurde der einzelne Kiel durch einen Doppelkiel ersetzt, der das Rollen deutlich verringerte (US-Bezeichnung: Typ C). Zudem gab es Versuche mit zerlegbaren Versionen aus Holz oder Sperrholz und Segeltuch. Letztere wurden jedoch nicht eingeführt.
1932 wurden die Ausmaße des Transportbereichs geringfügig vergrößert, um auch die neuen Typ 89 Mittleren Panzer I-Go mit knapp 12 t Gefechtsgewicht transportieren zu können. Statt des Panzers konnten dadurch auch 70 Soldaten oder 12 t Fracht geladen werden. Diese Version wurde die meistgebaute. Im Verlauf des Krieges erhielten die Landungsboote teilweise Dieselmotoren mit bis zu 150 PS Leistung, was die Geschwindigkeit aber nur geringfügig auf 8,5 Knoten bei voller Beladung steigerte. Das Gesamtgewicht vollbeladen lag nun bei knapp 21 t (US-Bezeichnung: Typ D). Ab 1938 erhielten die Boote zudem eine abgerundete Panzerplatte vor den Kommandostand zum Schutz des Bootsführers. Da diese relativ schmal war, wurde sie oft durch Truppenimprovisation erweitert oder ersetzt.

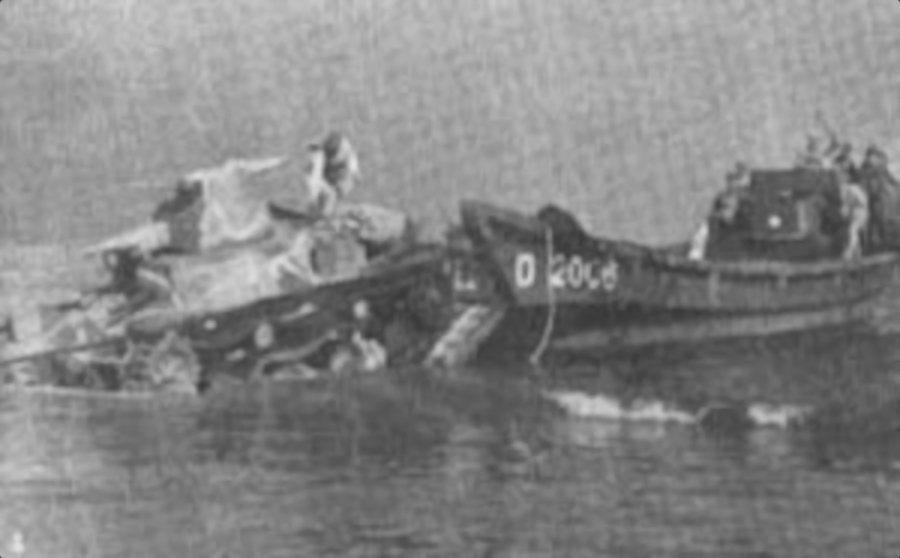
Daihatsu-Landungsboot Typ D beim Entladen eines Typ 95 Leichten Panzers Ha-Go

1938 wurde eine vergrößerte Version zum Transport der in Entwicklung befindlichen, bis zu 17 t schweren Typ 97 Mittleren Panzer Chi-Ha unter der Bezeichnung „Tokubetsu Daihatsudōtei“, kurz „Toku Daihatsu“, eingeführt. Diese waren 3 m länger und konnten bis zu 100 Soldaten oder 16 t Ladung transportieren. Als Antrieb kamen nun zwei 60-PS-Dieselmotoren und zwei Schrauben für die geforderten 8 Knoten Geschwindigkeit zum Einsatz. Später wurden auch zwei 75-PS-Motoren für bis zu 10 Knoten verwendet.
1941 wurde für den Typ 1 Mittleren Panzer Chi-He eine Version mit einer Ladekapazität von 20 t geschaffen. Da der Panzer aber erst 1943 gebaut wurde und nur in Japan selbst eingesetzt werden sollte, wurden nur einige Versuchsmodelle gebaut.
1942 wurde zur Einsparung von Stahl eine leicht vereinfachte Version weitestgehend aus Holz oder Sperrholz unter der Bezeichnung „Mokusei Daihatsudōtei“, kurz „Moku Daihatsu“, entwickelt und ab 1944 gebaut. Diese wurden mit 80-PS-Schwerölmotoren ausgestattet und wogen voll beladen 17 t.
1943 wurde noch Spezifikationen für eine übergroße Version zum Transport der Typ 4 Panzer Chi-To oder bis zu 30 t Fracht herausgegeben. Diese sollten bei 25 m Länge voll beladen bis zu 63 t wiegen. Erstmalig war eine Bewaffnung vorgesehen. Diese sollte aus zwei 20-mm-Zwillingsmaschinenkanonen oder zwei Typ 4 20-mm-Zwillingsmaschinenkanonen auf einer Empore vor dem Führerstand bestehen. Als Motoren sollten zwei 150-PS-Maschinen mit je einer Antriebswelle und Schraube dienen. Ein Ablaufplan für die nötigen Einsatztests eines Prototyps wurden im März 1945 aufgestellt. Weiteres ist nicht bekannt.

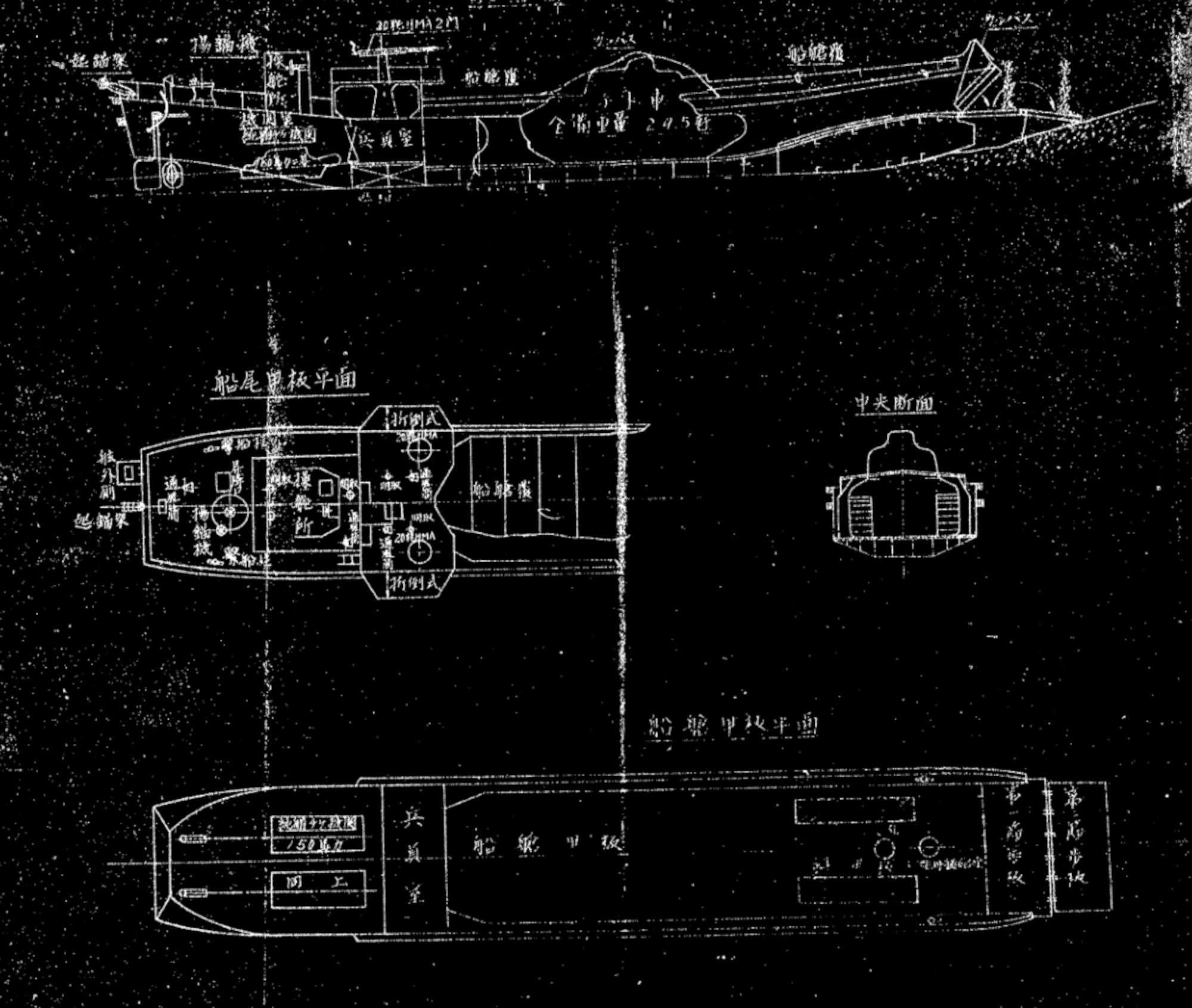
Basisplan des 63-t-Landungsbootes

1945 entstand als letztes noch eine überarbeitete Version unter Verwendung möglichst weniger kriegswichtiger Rohstoffe und unter Einbeziehung der letzten Einsatzerfahrungen bei massiver, gegnerischer Überlegenheit. Diese blieb jedoch ein Versuchsmodell.

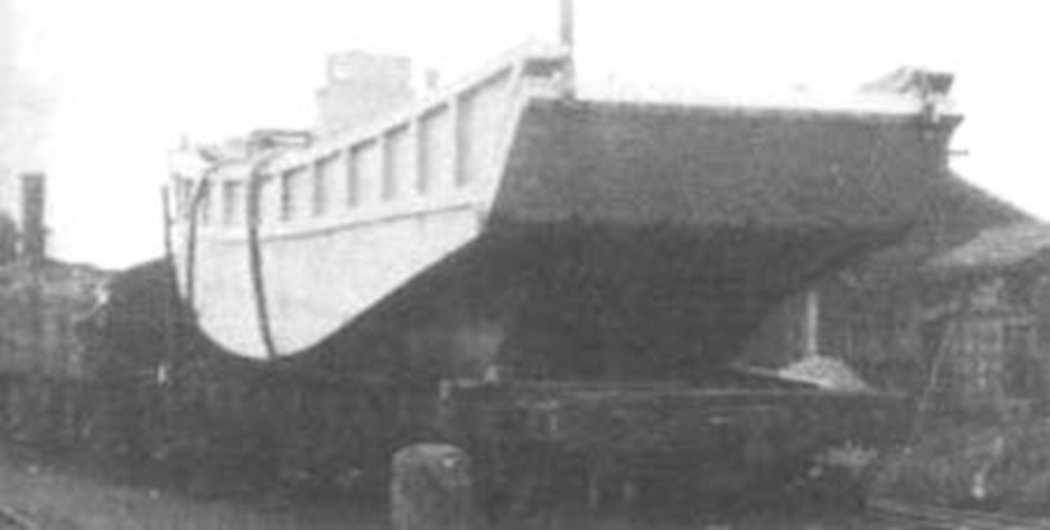
Moku-Daihatsu-Landungsboot beim Landtransport auf einem Eisenbahnwaggon

Die Gesamtzahl der von der Armee ab 1930 vor allem in kleineren Werften in Auftrag gegebenen Landungsboote aller Versionen dieses Typs lag bei über 6000 Stück. Genaue Zahlen sind nicht bekannt.

### Marine
Die japanische Marine verwendete ab 1930 insgesamt etwa 4600 Landungsboote unter folgenden, eigenen Benennungen:
- 3229 14-Meter-Sondertransportschiff (Heeres-Bezeichnung „Daihatsu“)
- 1140 15-Meter-Sondertransportschiff (Heeres-Bezeichnung „Moku Daihatsu“)
- 163 17-Meter-Sondertransportschiff (Heeres-Bezeichnung „Toku Daihatsu“)

Diese wurden in Marinewerften gebaut und unterschieden sich nur unwesentlich von den Armee-Typen. Der wesentlichste Unterschied war die vermehrte Verwendung von Schwerölmotoren an Stelle von Dieselmotoren.

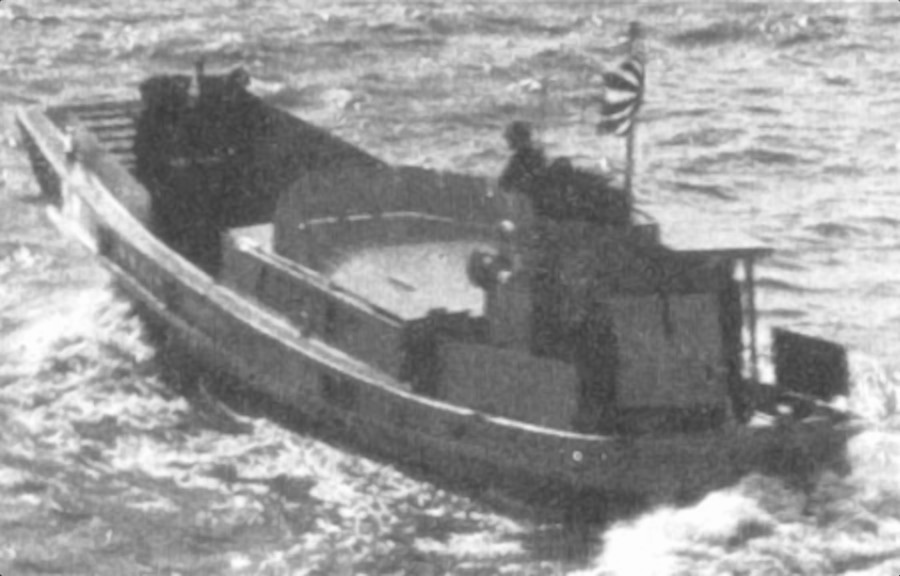
Truppenumbau eines Daihatsu-Landungsboot durch Marineeinheiten zu einem Kanonenboot

Einige der 14-Meter-Sondertransportschiffe wurden insbesondere in China lokal zu provisorischen Fluss-Kanonenbooten umgebaut. Diese erhielten oft schützende Decksaufbauten aus dünnem Panzerstahl gegen normale Infanteriemunition und wurden mit truppeneigenen Typ 92 7,7-mm-Marine-Maschinengewehren, Typ 93 13,2-mm-Maschinenkanonen oder sogar einzelnen Typ 96 25-mm-Maschinenkanonen bewaffnet. Es handelt sich aber nicht um offiziell vorgesehene Umbauten.
1945 gab es Versuche, einzelne Landungsboote für die Invasionsabwehr mit schweren Waffen wie einem experimentellen 20-cm-Raketenwerfer auszustatten.

## Einsatz
Eingesetzt wurden die Daihatsu-Landungsboote letztlich nahezu überall, wo Frachtgut von Schiffen an Land gebracht werden musste. Dank dieser Boote war für erfolgreiche Transportoperationen bis zu einer gewissen Größe letztlich kein spezieller Entladehafen nötig, was eine hohe Flexibilität zur Folge hatte. Insbesondere in der Anfangsphase des Pazifikkriegs waren so Erfolge auch an Stellen möglich, an denen niemand derartige Operationen in größerem Umfang erwartet hatte. Das größte Problem der Daihatsu-Landungsboote war, dass sie (wie viele kleine Einheiten anderer Nationen auch) empfindlich gegen Feindbeschuss mit schwereren Waffen bei Landungen direkt am Gegner waren. Daher versuchten sowohl Heer als auch Marine Landungen direkt vor feindliche Stellungen zu vermeiden. Zudem waren sie wegen des oben offenen Transportraums bei Beschuss durch Jagdflugzeuge oder Jagdbomber aus der Luft sehr verwundbar.

### Heer
Der Einsatz erfolgte organisatorisch in speziellen Pionierregimentern, die auch als Seetranport-Pionierregimenter bezeichnet wurden. Diese bestanden in der Regel aus zwei Transportbattalionen mit jeweils bis zu 30 Daihatsu-Landungsbooten und Unterstützungseinheiten. Der Haupt-Einsatzbereich dieser Truppen bestand aus der Anlandung von Nachschub in kleinen Häfen oder an Stränden. Kampfeinsätze wie bei den verschiedenen See- und Flusslandungen im Feindgebiet wie im Zweiten Chinesisch-Japanischen Krieg ab 1937 oder im Pazifik ab Ende 1941 waren eher die Ausnahme.

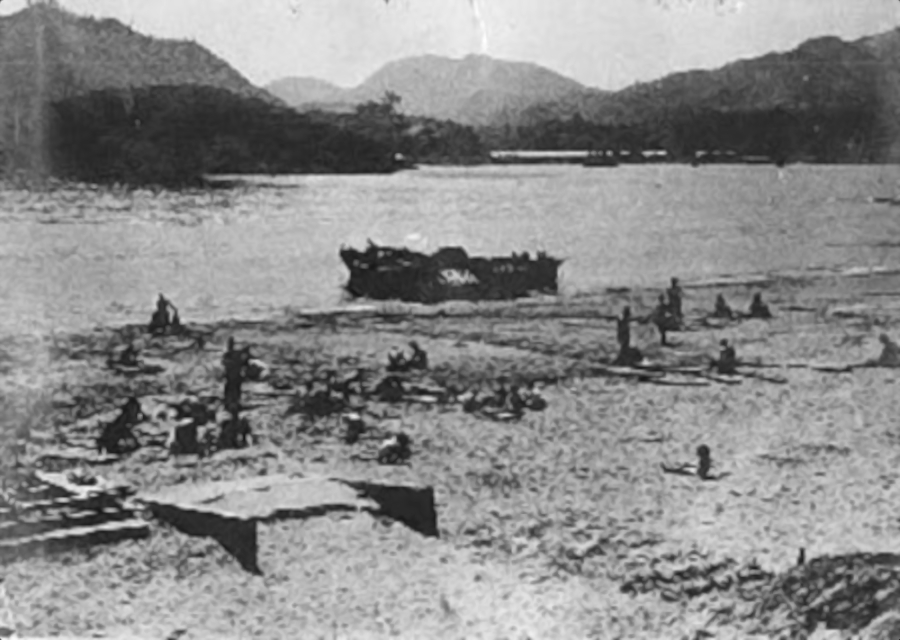
Typische Szene in einer japanischen Strand-Landungszone zwischen zwei Transporten

Im Einsatz wurden die Landungsboot-Einheiten meist Kompanieweise auf die an den Landungen oder Seetransporten beteiligten Schiffen abgestellt. Dies waren bis auf wenige Ausnahmen requirierte Schiffe der Handelsmarine, die im Dienst des Heeres-Seekommandos standen. Auf der Fahrt zum Ziel wurden die Landungsboote an Deck der Schiffe verzurrt und im Landebereich mit den bordeigenen Kränen abgeladen. Dann erfolgte die Beladung der an den Schiffsseiten vertäuten Landungsboote, ebenfalls über die Bordkräne. Schließlich fuhren die Boote an Land oder in den Hafen, wo sie manuell oder mit Hilfs- oder Hafenkränen entladen wurden. Die Bereiche, in denen dies stattfand, wurden als Ankerplätze bezeichnet und von speziellen Strand-Einheiten unter der Leitung von Strandmeistern betrieben. Diese koordinierten die Entladung und den Abtransport zu den armee- oder divisionseigenen Depots. Nach dem Entladen wurden die Landungsboote wieder auf den Transportschiffen verstaut.
Die Armee betrieb zudem einige spezielle Landungsboot-Mutterschiffe für amphibische Operationen. Diese hatten ein durchgehendes Ladedeck im Rumpf mit einem Be- und Entladedock im Heck zum Wassern der auf dem Deck trocken verstauten Landungsboote. Weitere Boote konnten an Deck verstaut werden. Versuche, diese Schiffe mit Starteinrichtungen für Flugzeuge (Katapulte oder Flugdecks) zur Nahunterstützung auszustatten, scheiterten letztlich am Fehlen geeigneter Flugzeuge.
Insgesamt gab es neben dem Prototyp-Landungsbootmutterschiff Shinshū Maru drei Klassen von Landungsbootmutterschiffen. Neben dem Spezial-Typ C, der mit einem Flugzeug-Startdeck ausgestattet werden sollte, gab es den Typ A, der äußerlich weitestgehend regulären 10.000-t-Frachtern der Zeit glich, und den 5000 t verdrängenden Typ B, der mit Eisbrecher-Bug für Operationen in nördlicheren Gewässern vorgesehen war. Zumeist wurden diese Spezialschiffe aber auch nur als normale Transportschiffe verwendet.

### Marine
Die Marine nutzte eine ähnliche Einsatztaktik wie das Heer. Dabei waren die Landungsboote oft gemischt in so genannten Seetransport-Einheiten organisiert. Diese hatten keine feste Größe, sondern umfassten meist zwischen 6 und 30 Landungsbooten. Neben unabhängigen Einheiten gab es auch entsprechende, fest zugeordnete, kleine Transportverbände, beginnend bei den Marine-Baueinheiten bis hin zu den Marine-Speziallandungskräften. Es gab jedoch vor 1940 keine Spezialschiffe für amphibische Landungen. Dies änderte sich erst mit den Einsatzerfahrungen insbesondere auf Wake Ende 1941, als die Marine trotz der aus alten Zerstörern umgebauten Spezial-Angriffsschiffe hohe Verluste erlitt und den ersten Angriffsversuch abbrechen musste. Dies führte letztlich zur Entwicklung verschiedener Versionen von größeren Panzerlandungsschiffen, welche in einer ansonsten selten erfolgten Kooperation mit dem Heeres-Seekommando umgesetzt wurde.